# Selenocosmia compta
Selenocosmia compta là một loài nhện trong họ Theraphosidae.
Loài này thuộc chi Selenocosmia. Selenocosmia compta được Wladislaus Kulczynski miêu tả năm 1911.